# Lars Lindberg (teolog)
Lars Torbjörn Lindberg, född 14 februari 1931 i Övreluleå församling, död 8 februari 2016 i Uppsala domkyrkoförsamling, Uppsala
, var en svensk teolog och pastor i Equmeniakyrkan, tidigare Svenska Missionsförbundet. 
Lindberg blev filosofie magister 1957 och verkade som pastor i Svenska Missionsförbundet med början det året. 
Han var studentpastor i Uppsala 1960–1967, pastor i Uppsala missionsförsamling 1967–1972, missionssekreterare  i Svenska Missionsförbundet 1972–1984. Från 1985 var han rektor för Teologiska Seminariet, Lidingö fram till 1994, då seminariet uppgick i Teologiska högskolan Stockholm.
Lindberg blev teologie doktor 1972 på en avhandling om den tyske teologen Karl Barth. Vidare skrev han bland annat skrivit  Omvändelsen i Karl Barths teologi 1969 (Gummessons) och Ny skapelse 1986 (Verbum) som båda introducerade reformert teologi i Karl Barths anda i Sverige.

### Böcker
- Liv och frihet. En bok om Svenska Missionsförbundet.  Redaktion: Gösta Hedberg, Lars Lindberg, Leif Stegeland. 1978, Gummessons Bokförlag, Stockholm. ISBN 91-7070-525-9
- En historia berättas - om missionsförbundare. Redaktion: Rune W. Dahlén, Valborg Lindgärde. 2004, Kimpese Bokförlag. ISBN 91-974282-4-8

### Webbsidor
- Text av Lars Lindberg, samt kort presentation på www.missionskyrkan.se
- Lindberg, Lars T i Vem är det, 1993.